# 2002 (numero)
Duemiladue (2002) è il numero naturale dopo il 2001 e prima del 2003.

## Proprietà matematiche
- È un numero pari.
- È un numero composto da 16 divisori: 1, 2, 7, 11, 13, 14, 22, 26, 77, 91, 143, 154, 182, 286, 1001, 2002. Poiché la somma dei suoi divisori (escluso il numero stesso) è 2030 > 2002, è un numero abbondante.
- È un numero palindromo nel sistema numerico decimale.
- È un numero tetraprimo, ovvero ricavabile dal prodotto di 4 numeri primi distinti.
- È un numero semiperfetto in quanto pari alla somma di alcuni (o tutti) i suoi divisori.
- È un numero intero privo di quadrati.
- È un numero odioso.
- È parte delle terne pitagoriche (336, 2002, 2030), (770, 1848, 2002), (936, 2002, 2210), (1320, 2002, 2398), (2002, 5760, 6098), (2002, 6864, 7150), (2002, 8160, 8402), (2002, 10920, 11102), (2002, 12936, 13090), (2002, 20400, 20498),  (2002, 77064, 77090), (2002, 91080, 91102), (2002, 143136, 143150), (2002, 1002000, 1002002).

## Astronomia
- 2002 Euler è un asteroide della fascia principale del sistema solare.

## Astronautica
- Cosmos 2002 è un satellite artificiale russo.